# Schistidium tenerum
Schistidium tenerum là một loài Rêu trong họ Grimmiaceae. Loài này được (J.E. Zetterst.) Nyholm mô tả khoa học đầu tiên năm 1969.